# 246 г. пр.н.е.
246 (двеста четиридесет и шеста) година преди новата ера (пр.н.е.) е година от доюлианския (Помпилийски) римски календар.

## Събития

### В Римската република
- Консули са Маний Отацилий Крас (за II път) и Марк Фабий Лицин.
- В Рим за първи път пред публика са показани гладиаторски боеве като три двойки се сражават по религиозен повод, за да бъде почетен умрелия баща на Марк и Деций Брут.[1]
- Продължава Първата пуническа война.

### В Гърция
- Етолийците реорганизират делфийския фестивал Soteria, така че да се провежда веднъж на четири години.[2]

### В Египет
- Птолемей II умира и е наследен от Птолемей III.[2] Властта на новия цар се простира над земите в Египет, Киренайка, Юдея, Кипър, южното крайбрежие на Сирия и множество градове и острови във и около Егейско море.

### В империята на Селевкидите
- Смъртта на Антиох II Теос през тази година предизвиква наследствена криза. Първата съпруга на царя Лаодика I заявява, че на смъртния си одър той е посочил техния син Селевк II Калиник за наследник, но втората му съпруга Береника Млада обявява своя син за цар и призовава брат си Птолемей III да и помогне в борбата. Започва Третата сирийска война.[2]
- Птолемей започва успешен поход и бързо постига победи като достига река Ефрат и навлиза в Месопотамия.[2]
- В морската битка при Андрос птолемейският флот ръководен от Софрон претърпява тежко поражение от флота на македонския цар Антигон II Гонат.[2][notes 1]

## Родени
- Арсиноя III, египетска царица (умрял 204 г. пр.н.е.)

## Починали
- Птолемей II, вторият цар на Птолемейски Египет (роден 308 г. пр.н.е.)
- Антиох II Теос, цар от династията на Селевкидите (роден ок. 286 г. пр.н.е.)
- Береника Млада, птолемейска принцеса и царица на Селевкидите (родена 285 г. пр.н.е.)

Бележки:
1. ↑  Годината, в която се е състояла битката не е сигурна.